# Szlaki turystyczne Torunia i okolic

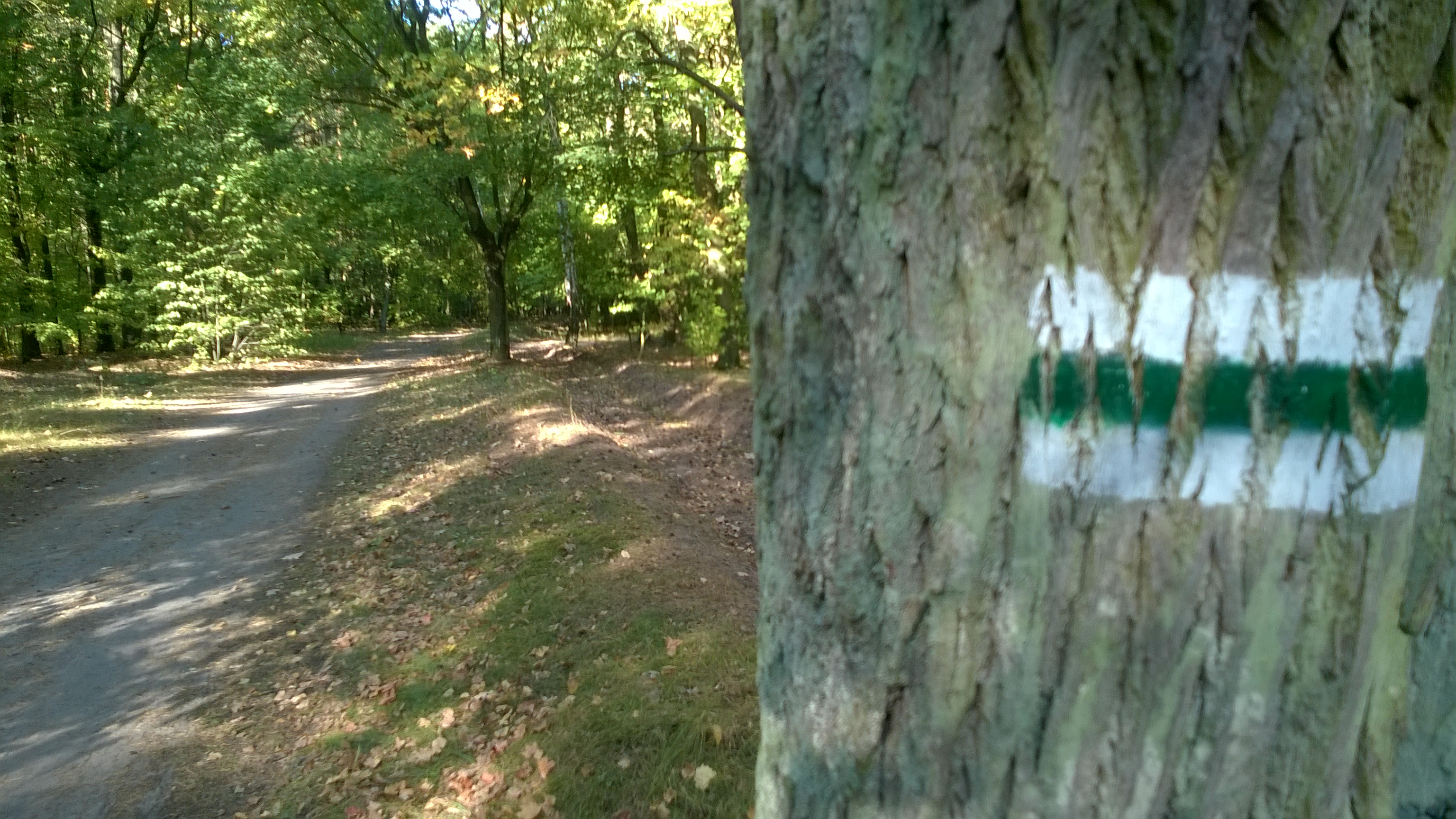
Szlak Martyrologii Narodu Polskiego na terenie Barbarki

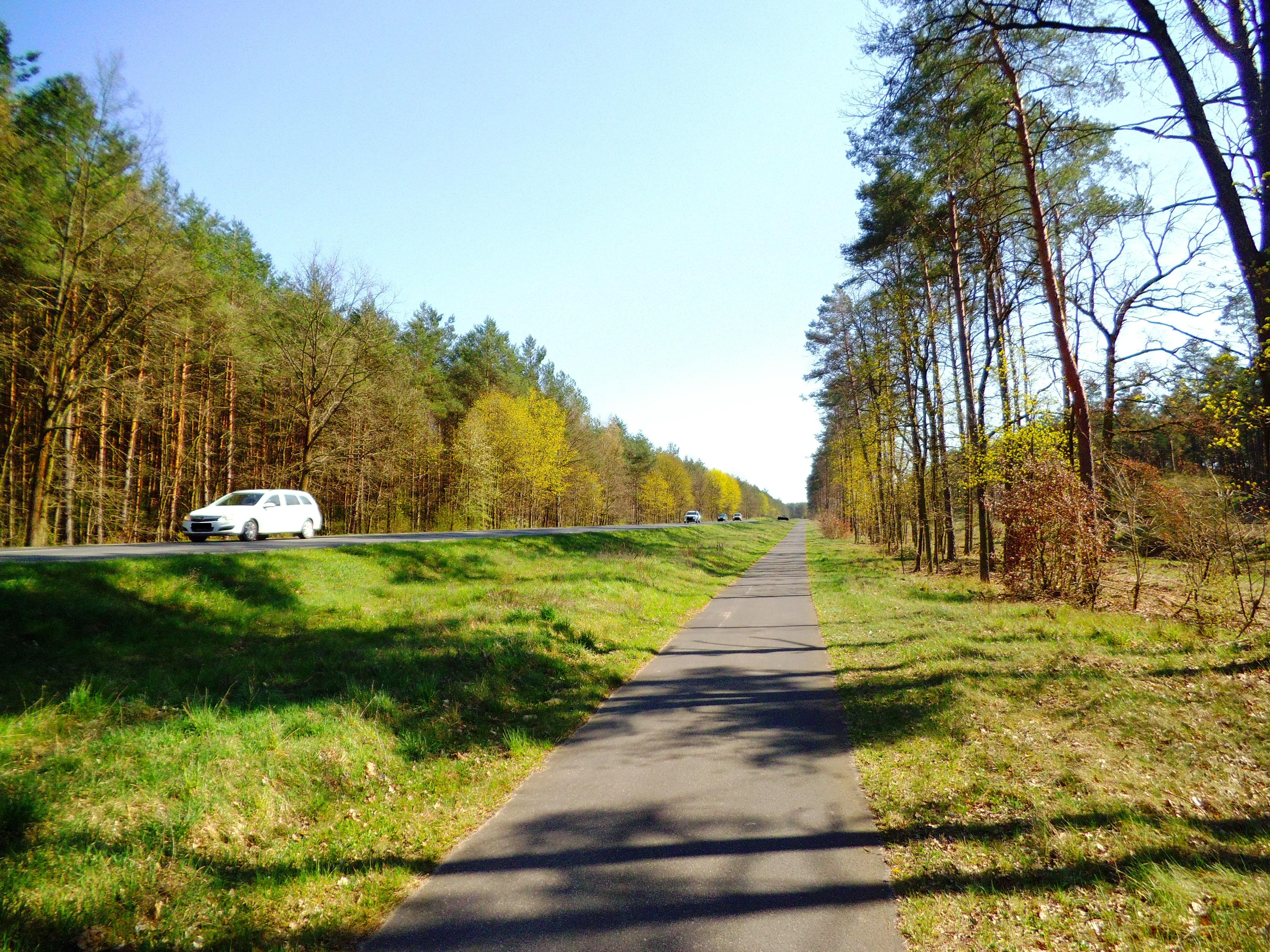
Fragment drogi rowerowej z Torunia do Unisławia

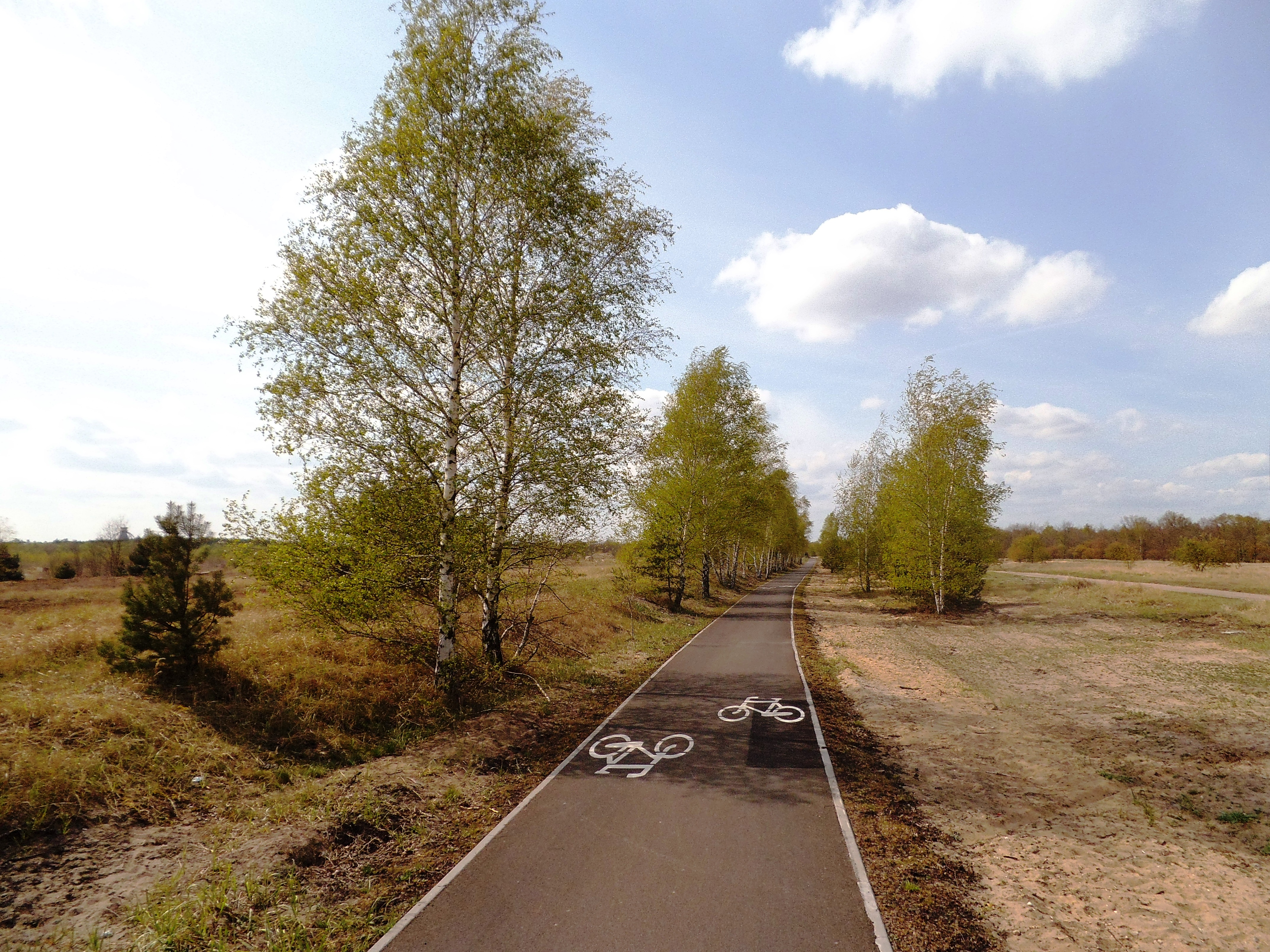
Fragment drogi rowerowej na Barbarkę przez Przysiek (teren dawnego Polchemu)

Szlaki turystyczne Torunia i okolic – krajobrazowo-przyrodnicze, forteczne oraz związane z martyrologią Narodu Polskiego  szlaki piesze i rowerowe na terenie Torunia i powiatu toruńskiego.

## Szlaki piesze
- Szlak im. S. Noakowskiego (41 km) Toruń – Rudak – Czerniewice – Brzoza – Otłoczyn – Wołuszewo – Ciechocinek – Raciążek – Nieszawa

Szlak prowadzi wzdłuż doliny Wisły; początkowo lasami, później brzegiem starorzecza. W Ciechocinku przechodzi przez centrum letniskowej miejscowości, a następnie wspina się na szczyt krawędzi doliny Wisły do Raciążka. Od ruin zamku  w Raciążu ponownie prowadzi w dół doliny, a następnie polami przy krawędzi nadwiślańskich zboczy do rynku w Nieszawie.
- Szlak im. F. Łęgowskiego (160 km) Toruń – Kaszczorek – Złotoria – Brzozówka – Szembekowo – Ciechocin – Ruziec – Golub-Dobrzyń – Białkowo – Szafarnia – Płonne – Rodzone – Tomkowo – Kierz Radzikowski – Radziki Duże – Kupno – Słoszewy – Mszano – Szabda – Brodnica – Tama Brodzka – Mariany – Bachotek – Ostrowite – Osetno – Łąkorek – Skarlin – Lekarty – Gryżliny – Radomno

Trasa szlaku prowadzi lasami wzdłuż Doliny Drwęcy przez tereny Brodnickiego Parku Krajobrazowego. Po drodze szlak przechodzi przez kilka rezerwatów przyrody i miejscowości, w których znajdują się ważne zabytki, takie jak: zamek w Golubiu Dobrzyniu, ruiny zamku w Brodnicy.
- Szlak Martyrologii Narodu Polskiego (38 km) Toruń – Łysomice – Las Piwnicki – Piwnice – Różankowo – Świerczynki – Pigża – Leszcz – Zamek Bierzgłowski (krzyżówka opodal początku szlaku  do Unisławia) – Olek – Barbarka – Toruń

Szlak prowadzi przy miejscach pamięci narodowej w Olku i na Barbarce; przebiega również przez tereny leśne położone na północny wschód od Torunia. Innymi walorami szlaku jest rezerwat przyrody Las Piwnicki i obserwatorium astronomiczne UMK w Piwnicach.
- Szlak z Unisławia do Zamku Bierzgłowskiego (19 km) Unisław – Siemoń – Bierzgłowo – Zamek Bierzgłowski

Szlak prowadzi sosnowymi lasami i terenami agrarnymi Pojezierza Chełmińskiego. Łączy szlaki najbliższych okolic Torunia z pieszymi szlakami w Dolinie Dolnej Wisły.
- Szlak mennonitów (13 km) Toruń – Dybów – Mała Nieszawka – Cierpice

Nazwa szlaku wzięła się od menonitów, którzy byli niderlandzkimi osadnikami w Polsce od XVII w.
- Szlak forteczny (44 km) Toruń (Plac Rapackiego) – Toruń (Dworzec Główny PKP)

Szlak, którego trasa prowadzi po XIX-wiecznych zabudowaniach obronnych Twierdzy Toruń. Szlak prowadzi zarówno północną jak i południową częścią miasta.

## Szlaki rowerowe
- Szlak Przyjaźni Bydgoszcz – Toruń (57 km): Bydgoszcz (Dworzec Gł. PKP) – Fordon – Ostromecko – Wałdowo Królewskie – Bolumin – Skłudzewo – Zławieś Wielka – Zarośle Cienkie – Cegielnik – Rozgarty
- Szlak Rowerowy Toruń – Włocławek (63 km): Toruń (Plac Rapackiego) – Czerniewice – Brzoza – Otłoczyn – Wołuszewo – Ciechocinek – Raciążek – Nieszawa – Włoszyca – Gąbinek – Włocławek (Dworzec Główny PKP)
- Szlak czerwony z Torunia do Chełmna TO-7002c (60 km): Toruń – Zamek Bierzgłowski – Siemoń – Unisław – Płutowo – Starogród – Chełmno
- Szlak rowerowy (28 km): Toruń – Papowo Toruńskie – Lipniczki – Turzno – Gronówko – Jezioro Kamionkowskie – Gronowo – Młyniec
- Szlak rowerowy (52 km) (otwarty 14 maja 2006): Toruń – Mała Nieszawka – Wielka Nieszawka – Cierpice – Zajezierze (pomnik) – Gniewkowo – Lipie – Lipionka – Gąski – Parchanki – Parchanie – Słońsko – Balin – Jacewo – Inowrocław